# Vinzenz Brauner
Vinzenz Brauner (18. listopadu 1877, Salisov – 30. ledna 1943, Sommerfeld) byl farář a starosta ve Zlatých Horách, mučedník nacistické totality.

## Život
Vinzenz Brauner se narodil 18. listopadu 1877 v Salisově (dnes místní část Zlatých Hor). Středoškolská studia absolvoval na gymnáziu ve Vidnavě, kněžskou formaci v kněžském semináři v Olomouci a ve Vidnavě. Zde byl 26. července 1900 vysvěcen na kněze.
Nejprve působil jako farní vikář v Heřmanovicích, od srpna 1904 jako farní vikář a od října 1906 jako farář v Javorníku. V květnu 1909 nastoupil jako farář do Zlatých Hor.
Do obvyklé farní pastorace vnášel obnovné impulsy liturgického hnutí. Pro prohloubení zbožnosti věřících vytvořil knihu katolických písní a modliteb Gotteslob. Věnoval se také materiálnímu i duchovní povznesení poutního místa Mariahilf, které spadalo do obvodu jeho farnosti.
Angažoval se v katolickém spolkovém hnutí. Stal se předsedou okresního vzdělávacího spolku, spolku katolických tovaryšů, křesťanského německého tělovýchovného spolku. Vybudoval ve Zlatých Horách Katolický spolkový dům. Hrálo se zde divadlo, promítaly filmy, konaly přednášky a společenské oslavy.
Zapojil se také do práce ve veřejné sféře. V roce 1912 byl zvolen městským zastupitelem za německou křesťansko-sociální stranu, v roce 1923 byl zvolen místostarostou a po komunálních volbách v roce 1927 mu bylo nabídnuto místo starosty. Nabídku přijal. Jako starosta se věnoval především činnostem směřujícím k celkovému povznesení Zlatých Hor a také sociální oblasti, především péči o nezaměstnané.
Patřil mezi ty německé duchovní, kteří při vzniku Československa zaujali loajální postoj k novému státu. Také ve 30. letech – po uchopení moci nacisty v Německu – varoval před demagogickým deformováním křesťanského základu společnosti nacistickým novopohanstvím. 30. září 1938 vzhledem k nové společensko-politické situaci, vytvořené Mnichovskou dohodou, na funkci starosty rezignoval. Když po obsazení Sudet německými vojsky projížděl Adolf Hitler Zlatými Horami, farář se jeho uvítání odmítl zúčastnit.
Reakce nacistických orgánů na tento jeho postoj na sebe nedala dlouho čekat. Dne 6. května 1941 byl zatčen a pět týdnů vězněn v Opavě. V polovině června byl propuštěn s tím, že se nesmí vrátit domů.
Krátce působil v duchovní správě v Świebodzinu (něm. Schwiebus) a v Lubsku (něm. Sommerfeld). Prožité útrapy – pronásledování, zatčení, věznění, existenční nejistota, nemoc, touha po domově, ale hlavně pocit vnitřního utrpení nad osudem soukmenovců, vrhajících se do neštěstí a tragédie, kterému nedokázal zabránit – pohlcovaly víc a více jeho síly. Dne 30. ledna 1943 zemřel ve věku nedožitých 66 let.
Tělo zesnulého bylo převezeno do Zlatých Hor, kde se 6. února 1943 konalo poslední rozloučení a kde byly tělesné pozůstatky uloženy do hrobu na místním hřbitově.

## Hrob a pamětní deska

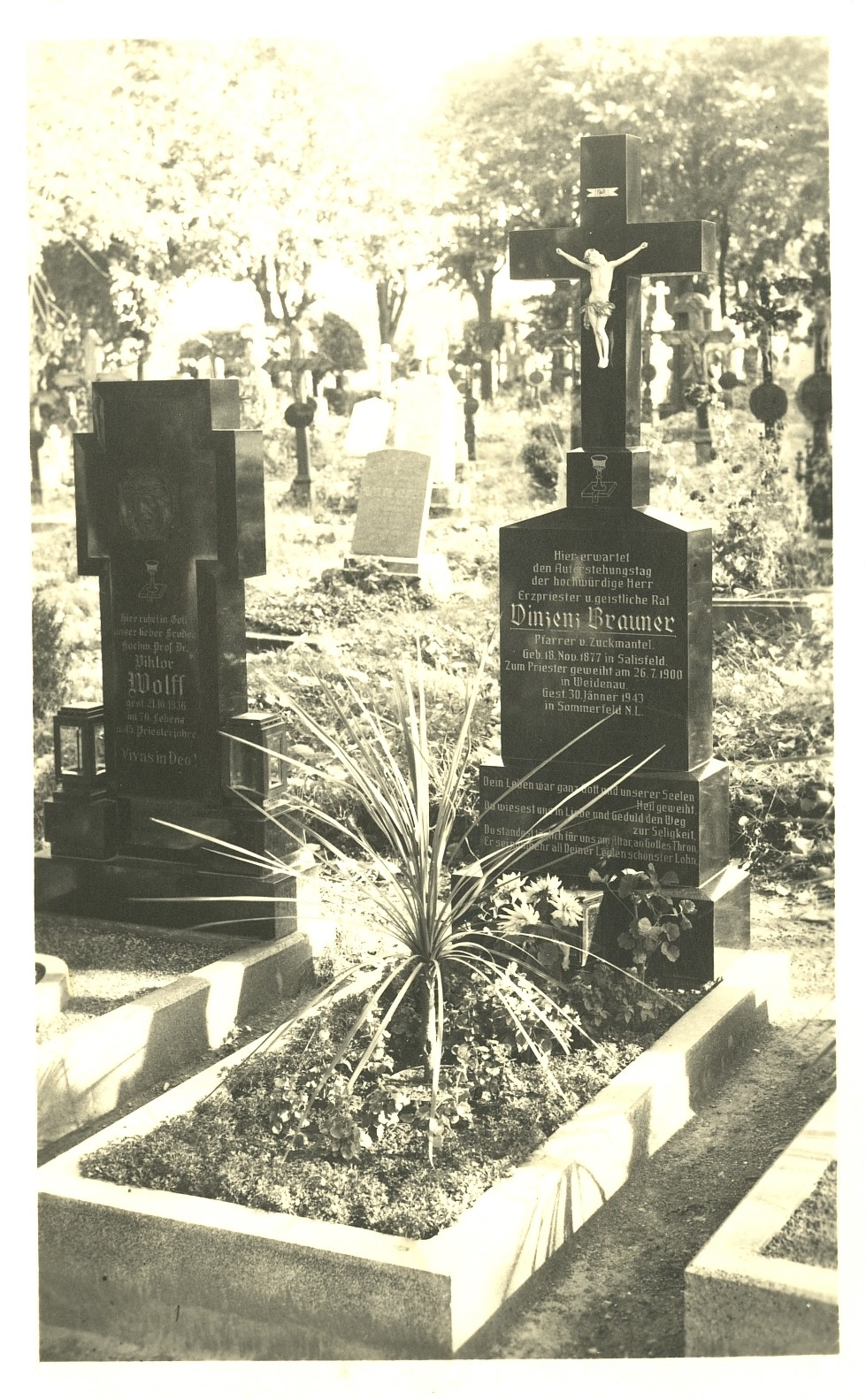
Hrob ve Zlatých Horách
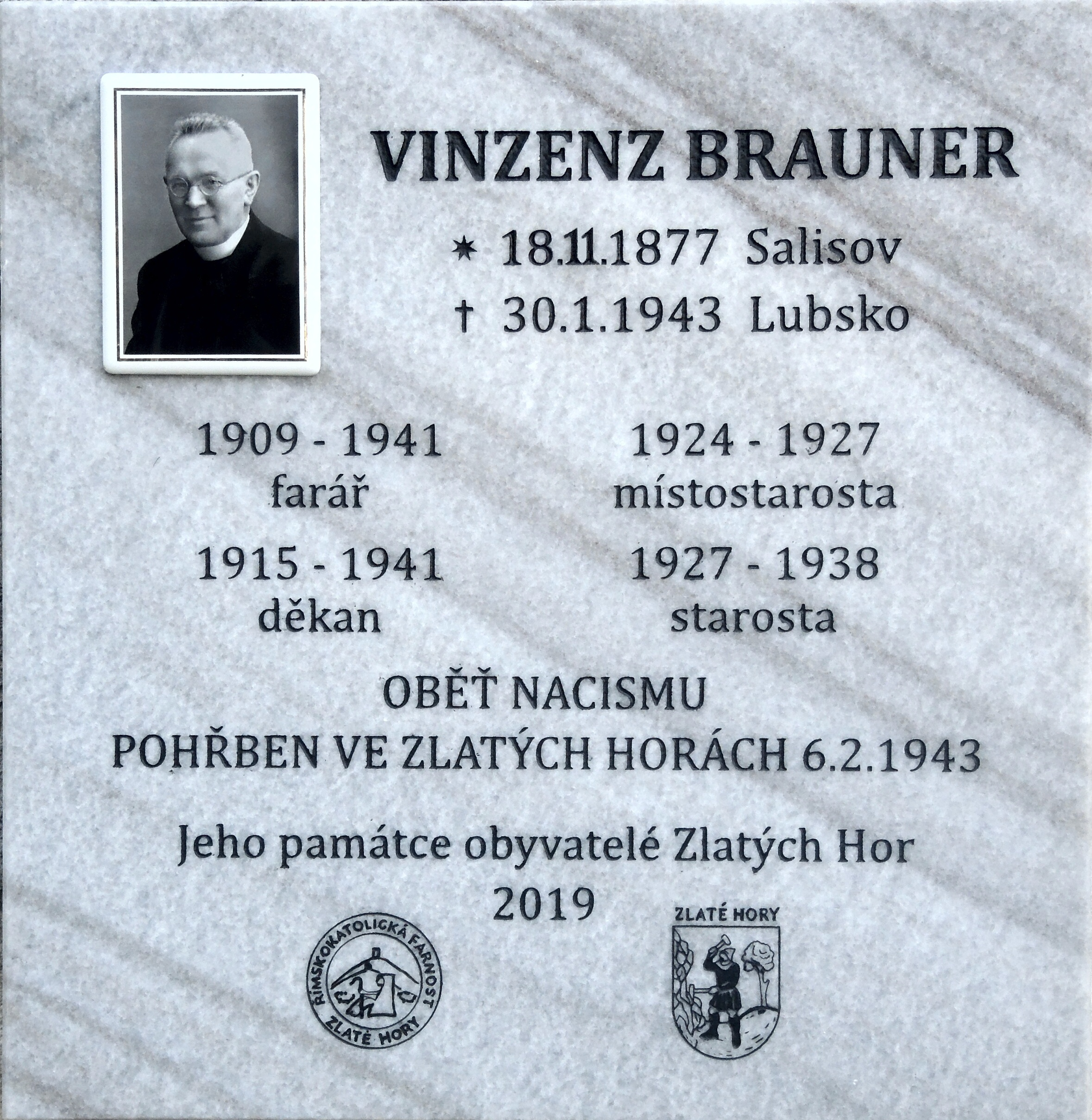
Pamětní deska na kostele ve Zlatých Horách